# Campaneta d'ortiga
La campaneta d'ortiga o campaneta de fulles d'ortiga (Campanula trachelium) és una espècie de planta del gènere Campanula. La seva distribució és a Euràsia, incloent els Països Catalans però no es troba a les Balears.

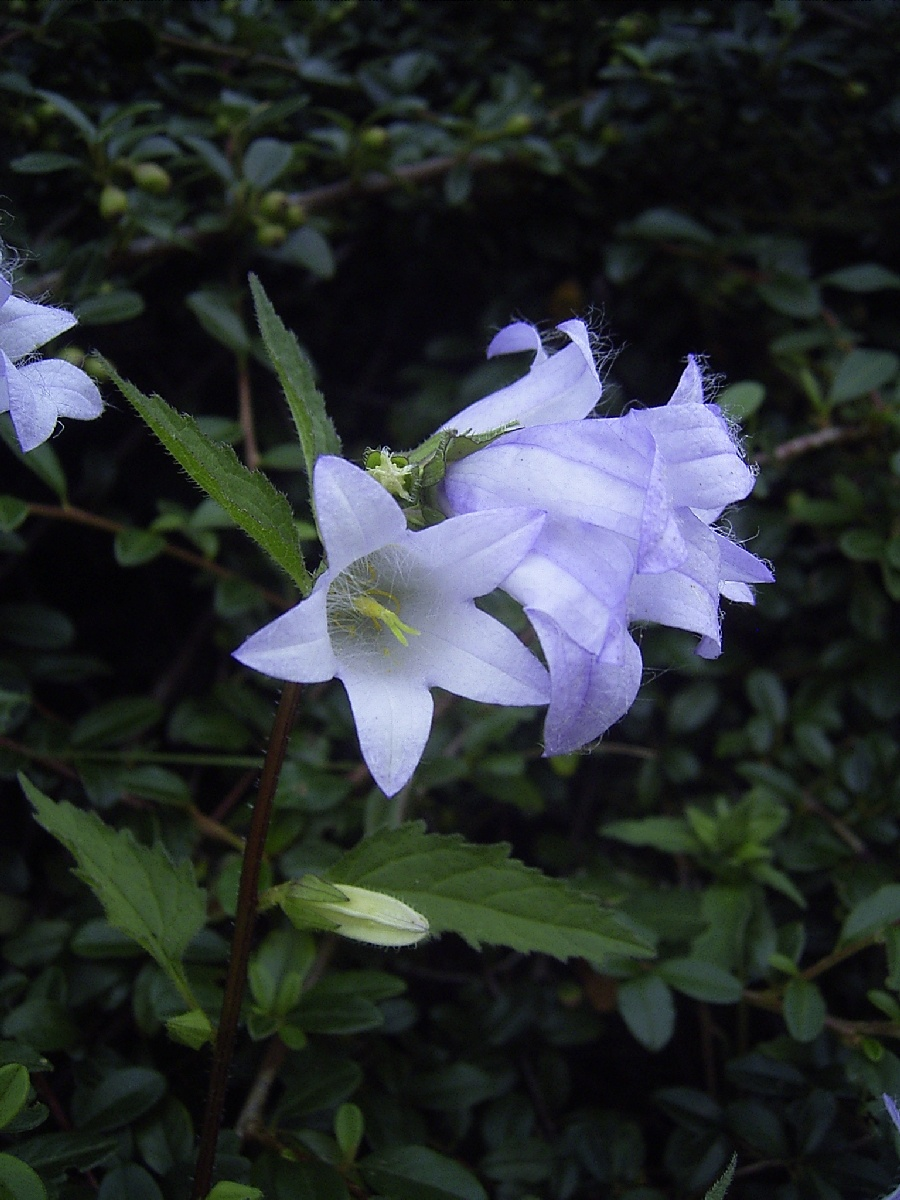
Detall de les flors

Fa de 30 a 100 cm d'alt. Flors blaves amb forma de campana amb el calze híspid i la tija molt angulosa també híspida, com tota la planta. Les fulles són ovato-triangulars, fortament dentades (similara a la de l'ortiga però no són urticants). Generalment floreix entre juny i setembre. El fruit és una càpsula pèndula.
Viu en el bosc caducifoli humit en l'estatge montà i contrades mediterrànies humides i subhumides, des del nivell del mar als 1900 m d'altitud.
Es creia tradicionalment, per la teoria del signe, que aquesta espècie guaria el mal de gola i d'això prové l'epítet específic trachelium (de la tràquea). Actualment no té cap aplicació medicinal.